# Ozaki Kazuo (Schriftsteller)
Ozaki Kazuo (japanisch 尾崎 一雄; * 25. Dezember 1899; † 31. März 1983) war ein japanischer Schriftsteller.

## Leben und Wirken
Ozaki studierte an der Waseda-Universität und wurde von Shiga Naoya angeregt und zum Schreiben ermutigt. Sein Debütroman Nigatsu no mitsubachi (二月の蜜蜂) – etwa „Bienen im Februar“ – erschien 1925 in der Literaturzeitschrift Shuchō. Sein autobiographischer Roman Nonki megane (暢気眼鏡) etwa „Sorgenfrei-Brille“ – wurde 1933 veröffentlicht und 1937 mit dem Akutagawa-Preis ausgezeichnet. Ein weiteres erwähnenswerte Buch ist Mushi no iroiro (虫のいろいろ), das 1948 erschien.
Seine Werke, ausgeführt im traditionell-autobiografischen Stil, sind gekennzeichnet durch Humor und philosophischen Einsichten. Für den 1961 erschienenen Roman Maboroshi no ki (まぼろしの記) – etwa „Notizen zu einem Trugbild“ – erhielt er 1963 den Noma-Literaturpreis.
1978 wurde Ozaki als Person mit besonderen kulturellen Verdiensten (Bunka Kōrōsha) geehrt und darüber hinaus mit dem Kulturorden ausgezeichnet. Ozaki ist ein Vertreter des Ich-Romans (Shishōsetsu). Mehrere seiner Werke wurden verfilmt.